# Convention européenne d'extradition
Lire en ligne

[en ligne]

La Convention européenne d’extradition est un traité international d’extradition signé le 13 décembre 1957 par les États membres du Conseil de l’Europe et entrée en vigueur le 18 avril 1960.
La Convention pose un cadre général applicable aux extraditions, laissant aux États une latitude pour légiférer sur les modalités dans le respect des droits de l'homme.
Elle compte 50 membres, dont les 46 membres du Conseil de l'Europe, ainsi qu'Israël, l'Afrique du Sud la Corée du Sud et le Chili.

## Application
Signée le 13 décembre 1957 entre les membres du Conseil de l'Europe, la Convention entre en vigueur le 18 avril 1960.
L'entrée en vigueur du mandat d'arrêt européen en 2004 a limité l'application de la Convention entre les membres du Conseil de l'Europe. Cependant, n'ayant pas été abrogée elle reste le fondement juridique principal en matière d'extradition avec les États non membres du Conseil de l'Europe, et peut être invoquée sur les points de silence du mandat d'arrêt européen.

## Protocoles additionnels
Il y a en tout quatre protocoles additionnels à la Convention :
- Le premier Protocole additionnel du 15 octobre 1975 ajoutant des infractions (non politiques) au nombre de celles susceptibles d'ouvrir la procédure européenne d'extradition[7] ;
- Le deuxième Protocole additionnel du 17 mars 1978 simplifiant la procédure et ajoutant l'extradition pour exécution d'une peine[8] ;
- Le troisième Protocole additionnel du 10 novembre 2010 levant l'exception de nationalité[9] ;
- Le quatrième Protocole additionnel du 20 septembre 2012 allégeant la procédure notamment en cas de consentement de l'intéressé[10].